# آبادینو
آبادینو (به اسپانیایی: Abadiano) یک دهستان‌ در اسپانیا است که در استان بیسکای واقع شده‌است. آبادینو ۳۶٫۰۶ کیلومتر مربع مساحت و ۷٬۵۰۴ نفر جمعیت دارد و ۱۴۴ متر بالاتر از سطح دریا واقع شده‌است.